# 嵐に立つ
『嵐に立つ』（あらしにたつ）は、1968年に松竹で製作された、アクション映画。長谷和夫監督作品。

## ストーリー
ジャズカフェ「ニューポート」の少年、藤巻真太郎（中山仁）は、ここに集まる若者たちのアイドル。ある日、新太郎は音楽学校の学生である沖達也（田村正和）に助けられ、舞台芸術のボスに接された。達也の父、小作（笠智衆）は、クラシック音楽界の主要人物でした。達也は時々彼に会いに来た父親にプレッシャーを感じた。それをきっかけに、信太郎は荻屋家に移り、心を込めてクラシックを学ぶことにした。昔、音楽学校で農業や机を並べていた父の資質を受け継いだ新太郎は、優れた指導者を獲得し、才能を伸ばした。荻屋家には達也の妹花江（尾崎菜々）がいた。達也と結婚したが、やがて男性の真太郎に心を奪われた。それから1年が経ちました。花絵への愛情と音楽への情熱が新太郎に傑作をもたらしました。しかし、しばらくの間、この曲は達也という名前でリリースされました。しんたろうは先生と友達のはさみが気になってまた「ニューポート」に戻った。
演奏、歌、作曲を行う新太郎は、若者たちの熱狂的な歓迎を受けました。そして、彼が好きな明美夫人（野川由美子）の助けを借りて、バンドを結成したときにメディアに取り上げられました。一方、父の名声に重荷を感じている達也は、花江の心を知りながら家を飛び出す。その後、ずっと欲しかった孤児院で音楽を教え、輝きを取り戻した。真太郎は彼と協力する努力を惜しまなかった。やがて達也は、この家で教えている若林恭子（松尾嘉代）に恋をした。

## 配役
- 中山仁 - 藤巻信太郎
- 尾崎奈々 - 高山花絵
- 田村正和 - 大木達也
- 松尾嘉代 - 若林京子
- 野川由美子 - 田代朱実
- 松本朝夫 - 宮田専務
- 渡辺文雄 - 黒木隆
- 安部徹 - 笠松武雄
- 笠智衆 - 大木耕作
- シャープ・ホークス
- ザ・カーナビーツ

## スタッフ
- 監督 - 長谷和夫
- 脚本 - 井上梅次
- 製作 - 升本喜年
- 撮影 - 丸山恵司
- 編集 - 大沢しづ
- 美術 - 森田郷平
- 音楽 - 広瀬健次郎
- 企画 - 三木治

## 併映作品
- 『男の挑戦』: 土居通芳監督